# Andrew Amonde
Andrew Amonde (25 de dezembro de 1983) é um jogador de rugby sevens queniano.

## Carreira
Andrew Amonde integrou o elenco da Seleção Queniana de Rugbi de Sevens, na Rio 2016, que foi 11º colocada, ele foi o capitão da equipe.